# Episodi di Willy, il principe di Bel-Air (quarta stagione)
La quarta stagione della sitcom Willy, il principe di Bel-Air è andata in onda negli Stati Uniti dal 20 settembre 1993 al 23 maggio 1994 sul canale NBC.
| nº | Titolo originale                                 | Titolo italiano                          | Prima TV USA      | Prima TV Italia  |
| -- | ------------------------------------------------ | ---------------------------------------- | ----------------- | ---------------- |
| 1  | Where There's a Will, There's a Way (part 1 e 2) | Dove c'è Willy c'è speranza: 1 e 2 parte | 20 settembre 1993 | 23 ottobre 1995  |
| 2  | Where There's a Will, There's a Way (part 1 e 2) | Dove c'è Willy c'è speranza: 1 e 2 parte | 20 settembre 1993 | 24 ottobre 1995  |
| 3  | All Guts, No Glory                               | La filosofia di vita                     | 27 settembre 1993 | 25 ottobre 1995  |
| 4  | Father of the Year                               | Un giorno da papà                        | 4 ottobre 1993    | 26 ottobre 1995  |
| 5  | It's Better to Have Loved and Lost It...         | La donna dei sogni                       | 11 ottobre 1993   | 27 ottobre 1995  |
| 6  | Will Goes a Courtin'                             | Party a sorpresa                         | 18 ottobre 1993   | 28 ottobre 1995  |
| 7  | Hex and the Single Guy                           | Il sensitivo                             | 25 ottobre 1993   | 30 ottobre 1995  |
| 8  | Blood Is Thicker Than Mud                        | Fratello nero non sei mio fratello       | 1º novembre 1993  | 31 ottobre 1995  |
| 9  | Fresh Prince After Dark                          | Principe al tramonto                     | 8 novembre 1993   | 1 novembre 1995  |
| 10 | Home Is Where the Heart Attack Is                | Cuore matto                              | 15 novembre 1993  | 2 novembre 1995  |
| 11 | Take My Cousin... Please                         | Una cugina per il professore             | 22 novembre 1993  | 3 novembre 1995  |
| 12 | You've Got to Be a Football Hero                 | Sfida all'ultimo sorso                   | 29 novembre 1993  | 4 novembre 1995  |
| 13 | Twas the Night Before Christening                | Prima del battesimo                      | 20 dicembre 1993  | 6 novembre 1995  |
| 14 | Sleepless in Bel-Air                             | Il canto del grillo                      | 3 gennaio 1994    | 7 novembre 1995  |
| 15 | Who's the Boss?                                  | Un capo di troppo                        | 10 gennaio 1994   | 8 novembre 1995  |
| 16 | I Know Why the Caged Bird Screams                | Uccello in gabbia non canta              | 10 gennaio 1994   | 9 novembre 1995  |
| 17 | When You Hit Upon a Star                         | Una notte... una stella                  | 31 gennaio 1994   | 10 novembre 1995 |
| 18 | Stop Will! In the Name of Love                   | Sotto il segno di cupido                 | 14 febbraio 1994  | 11 novembre 1995 |
| 19 | You'd Better Shop Around                         | Scelta di vita                           | 21 febbraio 1994  | 13 novembre 1995 |
| 20 | The Ol' Ball and Chain                           | Un romantico Jazz                        | 28 febbraio 1994  | 14 novembre 1995 |
| 21 | The Harder They Fall                             | Per amore di Lisa                        | 14 marzo 1994     | 15 novembre 1995 |
| 22 | M Is for the Many Things She Gave Me             | Terremoto in casa Banks                  | 25 aprile 1994    | 16 novembre 1995 |
| 23 | Mother's Day                                     | Cicogna in arrivo                        | 2 maggio 1994     | 17 novembre 1995 |
| 24 | Papa's Got a Brand New Excuse                    | Indovina chi torna a casa                | 9 maggio 1994     | 18 novembre 1995 |
| 25 | For Sale by Owner                                | Il misterioso acquirente                 | 16 maggio 1994    | 19 novembre 1995 |
| 26 | The Philadelphia Story                           | Vacanze a Philadelphia                   | 23 maggio 1994    | 20 novembre 1995 |

## Dove c'è Willy c'è speranza: parte 1
- Titolo originale: Where There's a Will, There's a Way
- Diretto da: Shelley Jensen
- Scritto da: Gary H. Miller

### Trama
Willy e Carlton decidono di trasferirsi in un appartamento per conto proprio, ma zio Philip non è molto contento di vedere partire uno dei suoi figli, poiché ha paura di sentirsi solo visto che Ashley sta crescendo e zia Vivian è sempre più indaffarata con il bambino. Comunque i due decidono di andare via e, come se non bastasse, Hilary accetta di sposarsi con Trevor. Al nuovo appartamento Willy e Carlton si trovano subito a loro agio e decidono di organizzare una festa, ma le cose si metteranno male quando Jazz inviterà troppa gente e per di più con pagamento del biglietto per ognuno. La festa è rovinata ma Carlton è ancora speranzoso di vedere una ragazza che gli piace, Jackie. La ragazza arriva e accetta di ballare con lui, ma appena vede Willy i due si abbracciano. Willy e Jackie sono amici di vecchia data e Carlton, capendo la situazione, si dispera.
- Guest star: DJ Jazzy Jeff (Jazz), Tyra Banks (Jackie)

## Dove c'è Willy c'è speranza: parte 2
- Titolo originale: Where There's a Will, There's a Way
- Diretto da: Shelley Jensen
- Scritto da: Gary H. Miller

### Trama
Dopo la catastrofica serata, Willy e Carlton ottengono un ordine esecutivo di sfratto. Vista la situazione, Carlton decide di tornare a casa dei genitori e Willy, rimasto solo, si fa ospitare a casa di Jazz, visto che è stato lui l'autore della baraonda. Intanto Willy riesce ad ottenere un lavoro al college grazie a Jackie, che gestisce il bar. A casa Banks Hilary invita la famiglia a guardare in diretta TV la dichiarazione di matrimonio di Trevor che si lancerà con il bungee jumping. Sfortunatamente Trevor si schianta violentemente al suolo e muore. Il matrimonio è rovinato, Hilary perciò chiede ai genitori di poter tornare a vivere a casa e Willy coglie la palla al balzo chiedendo a zio Phil di poter prendere in affitto la dépendance. Zio Phil accetta e ottiene ciò che aveva sperato, avere la famiglia tutta per sé.
- Guest star: DJ Jazzy Jeff (Jazz), Tyra Banks (Jackie)

## La filosofia di vita
- Titolo originale: All Guts, No Glory
- Diretto da: Shelley Jensen
- Scritto da: Maiya Williams

### Trama
Willy decide di seguire il corso di filosofia occidentale ma non perché ne è interessato, ma perché una ragazza che gli piace lo frequenta. Infatti Carlton lo rimprovera immediatamente informandolo della difficoltà della materia, ma Willy non vuole ascoltarlo, sostenendo che in fin dei conti il corso non è poi così difficile. Si rivelerà difficile però dal momento in cui Willy ha un battibecco con un signore che credeva essere uno studente fuori corso, ma scoprirà presto che in realtà è il suo insegnante. Vista la complicazione Willy decide di farsi esonerare, ma dopo la ramanzina di zio Philip e il suo reale interesse per la materia, egli cambierà idea.
- Guest star: Tyra Banks (Jackie), Jim Meskimen (Professor Mansfield)

## Un giorno da papà
- Titolo originale: Father of the Year
- Diretto da: Shelley Jensen
- Scritto da: Leslie Ray e David Steven Simon

### Trama
Zio Philip e zia Vivian decidono di andare a mangiare fuori per distrarsi dagli impegni continui con il bambino, perciò ad occuparsene tocca a Hilary. La ragazza però non riesce a fare shopping con Nicky da accudire e lo lascia a Willy, che imitando un ragazzo padre dell'università, riesce ad ottenere attenzioni da parte di molte ragazze tra cui Candace, che addirittura scrive la sua storia sul giornale universitario, assegnandogli il premio di papà dell'anno. La ragazza riesce addirittura a far arrivare la storia in diretta televisiva. Durante l'intervista Willy, preso da un senso di colpa, confessa tutta la verità, consegnando i premi ricevuti a Todd, il ragazzo padre da cui aveva preso ispirazione. Alla fine Todd ringrazierà Willy e gli svelerà che in realtà anche lui stava fingendo di essere padre.
- Guest star: Tyra Banks (Jackie), Juliette Jeffers (Candace), David Coburn (Todd), James Gleason (Jake Maxwell)

## La donna dei sogni
- Titolo originale: It's Better to Have Loved and Lost It...
- Diretto da: Shelley Jensen
- Scritto da: David Zuckerman

### Trama
Durante una partita a carte Willy prende in giro Carlton perché non ha ancora perso la sua verginità, ma egli risponde che desidera fare l'amore per la prima volta con la donna che ama. Il giorno dopo al college Carlton conosce Joann, una bella ragazza che sembra la sua anima gemella. I due passano la notte insieme e Carlton finalmente perde la sua verginità. Il ragazzo ne è follemente innamorato ma rimarrà deluso quando scoprirà che Joanne in realtà è sposata con il preside del college, lei l'aveva ingannato colta da un momento di debolezza. Nel frattempo Geoffrey rivela un segreto di lunga durata alla famiglia Banks. Anni fa aveva partecipato a una maratona ma essendo troppo debole cerca di vincere imbrogliando, però viene scoperto alla premiazione. Alla confessione di Geoffrey la famiglia inizierà a prenderlo affettuosamente in giro.
- Guest star: DJ Jazzy Jeff (Jazz), Natalie Venetia Belcon (Joann Morgan)

## Party a sorpresa
- Titolo originale: Will Goes a Courtin
- Diretto da: Shelley Jensen
- Scritto da: Bill Boulware

### Trama
Willy e Carlton hanno organizzato una festa in casa ma essendoci un clima afoso chiedono insistentemente allo zio Philip di riparare il condizionatore guasto. Lo zio si rifiuta di farlo immediatamente così i due ragazzi si rifiutano di pagare l'affitto per ripicca ed inoltre spostano la festa in piscina. Zio Phil vedendo quanto sono disubbidienti i ragazzi irrompe durante la festa e la rovina, inoltre decide di fare causa a Willy e Carlton portandoli in tribunale. Entrambe le parti esporranno la loro accusa ed entrambe otterranno una piccola vittoria. Nel frattempo Hilary torna a lavorare come annunciatrice per le previsioni del tempo.
- Guest star: Armelia McQueen (giudice), Elisabeth Harnois (Steffi)

## Il sensitivo
- Titolo originale: Hex and the Single Guy
- Diretto da: Shelley Jensen
- Scritto da: Barry Gurstein e David Pitlik

### Trama
La famiglia Banks si organizza per la festa di Halloween ma Hilary li informa che ha intenzione di fare una seduta spiritica per poter parlare con il suo ex fidanzato defunto Trevor. Durante la seduta Willy, scettico dei poteri spirituali del veggente Skorpius, si comporta male deridendolo, perciò il veggente gli attacca il malocchio. Inizialmente Willy non dà peso alla cosa ma quando accadono disagi torna da Skorpius per farsi togliere il malocchio. Willy però si accorge che per fortuna è un incubo, o forse no...
- Guest star: DJ Jazzy Jeff (Jazz), Glenn Shadix (Skorpius)

## Fratello nero, non sei mio fratello
- Titolo originale: Blood Is Thicker Than Mud
- Diretto da: Chuck Vinson
- Scritto da: Devon Shepard

### Trama
Willy decide di entrare in una confraternita di ragazzi di colore, la Phi Beta Gamma, e decide di portarci anche Carlton, ma non viene visto di buon occhio dal capo Top Dog per i suoi atteggiamenti da ricco, perciò viene sfruttato facendo lavori pesanti. Intanto Hilary, Vivian e Ashley si appassionano ad una soap opera alla quale si appassionerà anche zio Phil. Infine, Carlton viene a sapere che è indesiderato da Top Dog, perciò dopo aver detto la sua decisione di andarsene.
- Guest star: Tyra Banks (Jackie), Glenn Plummer (Top Dog)

## Principe al tramonto
- Titolo originale: Fresh Prince After Dark
- Diretto da: Shelley Jensen
- Scritto da: Eddie Gorodetsky

### Trama
Hilary viene scelta come modella per la rivista Playboy ma zio Philip non è molto entusiasta della notizia, perciò vieta a Hilary di posare. Nonostante il divieto la ragazza va alla villa di Hugh Hefner, fondatore della rivista, per fare quelle foto, insieme a lei verranno Willy e Carlton che tenteranno in tutti i modi di approcciare le altre "conigliette". Quando zio Phil scopre che i ragazzi sono andati alla villa va su tutte le furie correndo da loro. Arrivato alla villa trova solo Willy e Carlton poiché Hilary ha già lasciato il posto per farsi fotografare. Zio Phil alla fine accetterà a malincuore la scelta della figlia.
- Guest star: DJ Jazzy Jeff (Jazz), Tyra Banks (Jackie), Hugh Hefner (se stesso)

## Cuore matto
- Titolo originale: Home Is Where the Heart Attack Is
- Diretto da: Shelley Jensen
- Scritto da: Eddie Gorodetsky

### Trama
La famiglia si rende conto che zio Philip è veramente in sovrappeso e lo inducono a mangiare sano, in particolare è Ashley che lo incita, facendogli fare sport e vietandogli i cibi grassi. Zio Phil però non riesce a resistere e supplica Willy di portargli di nascosto cibi spazzatura che a lui tanto piacciono, ma mentre sta mangiando un cheeseburger viene colto da un infarto e viene portato in ospedale. Alla notizia l'intera famiglia si precipita a parte Carlton, che per paura rimane a casa. Willy, vedendo la sua assenza lo rimprovera di stare al suo fianco. Carlton si convince e rivela a zio Phil quanto è importante per lui.
- Guest star: Darryl Sivad (paramedico)

## Una cugina per il professore
- Titolo originale: Take My Cousin... Please
- Diretto da: Shelley Jensen
- Scritto da: David Zuckerman

### Trama
Willy si accorge che i suoi voti a scuola peggiorano a causa di una relazione complicata di uno dei suoi professori e decide di sfruttare un invaghimento del professore per Hilary organizzando una serata intima tra i due. La serata è molto soddisfacente per entrambi ma Hilary decide di non voler più uscire con il professor Burton perché prova ribrezzo nel vedere un suo neo. Willy riesce a convincere Hilary ad uscire ancora con il professore accompagnandola lui stesso ad una serata al teatro dell'opera. Hilary però durante tutta la sera fa l'indifferente e si inventa scuse assurde, decide perciò di andarsene anticipatamente. Alla fine Willy si scuserà con lei per essere stato troppo invadente nella sua vita privata. Nel frattempo zio Philip e Carlton cercano di montare un nuovo lettino per il piccolo Nicky e dopo vari tentativi riusciranno nell'impresa.
- Guest star: Tyra Banks (Jackie), Phil Morris (Professore Scott Burton)

## Sfida all'ultimo sorso
- Titolo originale: You've Got to Be a Football Hero
- Diretto da: Shelley Jensen
- Scritto da: Bill Boulware

### Trama
Willy prova ad invitare Jackie ad uscire ma lei gli dà buca poiché ha già un ragazzo con cui uscire, un giocatore di football. Willy, colto dalla gelosia la segue ad una festa studentesca dove cerca in tutti i modi di riconquistarla, ma finisce per sfidare ad una gara di bevute Hank, il ragazzo di Jackie, la quale lascia la festa vedendo il comportamento immaturo dei due. A gara conclusa Willy perde e viene lasciato sbronzo in un cimitero dove sogna di interagire con persone provenienti dall'aldilà. Al suo risveglio viene Carlton a riportarlo a casa e Willy si rende conto della gravità delle sue azioni. Intanto, Ashley è in preda al panico perché deve uscire con un ragazzo, Robert. La ragazza è sul punto di rinunciare all'appuntamento ma Hilary si offre di aiutarla a cambiare look trasformandola in un clone di se stessa.
- Guest star: Tyra Banks (Jackie), Cylk Cozart (Hank Farley), Matt Moore (Matt), Robin Quivers (Judy), DeJuan Guy (Billy), Paul Ganus (Jim)

## Prima del battesimo
- Titolo originale:Twas the Night Before Christening
- Diretto da: Shelley Jensen
- Scritto da: Maiya Williams e Eddie Gorodetsky

### Trama
In una situazione futura, zio Philip racconta a Nicky la storia del perché avesse quattro nomi. Prima del battesimo di Nicky tutti si erano dati da fare per trovare un regalo di classe per il bambino, ma Willy era l'unico che aveva comprato un regalo scadente, così decide di ingaggiare i Boyz II Men per farli cantare il giorno della cerimonia, ma delle vecchie vicissitudini con uno dei componenti del gruppo hanno messo in difficoltà Willy e il suo regalo. Al momento di dire la verità a tutti gli invitati i Boyz II Men arrivano a sorpresa e cantano una canzone per Nicky, salvando la reputazione di Willy.
- Guest star: Boyz II Men (loro stessi), DJ Jazzy Jeff (Jazz), Verneè Watson-Johnson (Viola), Jenifer Lewis (Helen), Gregory Wheeler (Nicky a cinque anni)

## Il canto del grillo
- Titolo originale: Sleepless in Bel-Air
- Diretto da: Shelley Jensen
- Scritto da: Maiya Williams

### Trama
Willy e Carlton sono alle prese con una prossima verifica di chimica ma Willy come al solito decide di studiare all'ultimo momento la sera prima. Nel frattempo zio Philip è ansioso come al suo solito poiché Ashley ha un appuntamento con un ragazzo. Willy decide di mettersi a studiare a sera inoltrata ma a causa di vari fattori non riuscirà a studiare come avrebbe dovuto. Ad intromettersi c'è anche Ashley, che chiede aiuto al cugino poiché ha violato il coprifuoco imposto da zio Phil, una telefonata però farà saltare la copertura di Willy e metterà nei guai Ashley. Il giorno dopo con grande stupore di Carlton, Willy riesce ad ottenere un voto molto positivo al compito grazie all'aiuto di una sua vicina di banco.

## Un capo di troppo
- Titolo originale: Who's the Boss?
- Diretto da: Shelley Jensen
- Scritto da: Barry Gurstein e David Pitlik

### Trama
Carlton riesce a diventare co-gestore del locale del college dopo che il posto di Jackie è stato reso vacante, ma avendo fatto buon viso con il professor Milligan ottiene i migliori privilegi imponendo le sue idee a Willy. Quest'ultimo stufo del comportamento sgradevole di Carlton decide di andarsene in un altro locale. Inizialmente Carlton è convinto di poter tenere la situazione sotto controllo, ma rimane con il locale vuoto e neanche con l'aiuto sconsiderato di Jazz porterà un miglioramento. Carlton decide perciò di chiedere a Willy di tornare e con fatica quest'ultimo accetta. Nel frattempo, Hilary cerca di acculturarsi di più dopo che è stata violentemente criticata per via della sua incompetenza come annunciatrice del meteo.
- Guest star: DJ Jazzy Jeff (Jazz), Mark Arnott (professor Camp), Rick Fitts (professor Milligan)

## Uccello in gabbia non canta
- Titolo originale: I Know Why the Caged Bird Screams
- Diretto da: Shelley Jensen
- Scritto da: David Zuckerman

### Trama
I Peacoks affrontano i Mustang nel torneo di football universitario e Carlton ha l'importante ruolo della mascotte. Willy come al solito combina un pasticcio, prima scommettendo per la squadra di casa ascoltando una soffiata di Jazz e dopo rubando la statua simbolo della squadra rivale in risposta ad un disordine creato dagli stessi avversari. Perciò i Mustang rispondono sequestrando la mascotte dei Peacoks e imprigionano Carlton. La squadra senza la sua mascotte è demoralizzata e Willy cerca di liberarlo, ma senza riuscirci. Decide perciò di prendere il costume da pavone di Carlton e sostituirlo, ma l'incitamento non è lo stesso che potrebbe offrire il cugino. Dopo l'insuccesso di Willy, Carlton riesce a liberarsi e cerca di spronare la squadra. Purtroppo i "pavoncelli" escono sconfitti e Willy perde la scommessa. Alla fine però riuscirà a rientrare nelle spese scommettendo con Carlton che rivedrà Amanda, una ragazza conosciuta da quest'ultimo durante la prigionia, ed infatti lei arriva, ma i due non avvieranno una storia d'amore. Intanto zio Philip, Ashley e Hilary testano un nuovo sistema d'allarme, ma essendo di alta tecnologia si troveranno in difficoltà nell'usarlo combinando non pochi guai.
- Guest star: DJ Jazzy Jeff (Jazz), Rana Kirkland (Amanda), Jeff Doucette (coach Kelly)

## Una notte... una stella
- Titolo originale: When You Hit Upon a Star
- Diretto da: Shelley Jensen
- Scritto da: Michael Soccio

### Trama
Durante un evento speciale Willy riesce a ottenere un dialogo con la famosa cantante Michelle Michaels, la quale prende subito in simpatia il ragazzo. Da lì in poi Willy inizierà ad uscire frequentemente con lei dimenticandosi delle relazioni con familiari e amici, addirittura non si presenterà il giorno del suo compleanno preferendo uscire con Michelle. Durante un incontro di pugilato Willy scopre che Michelle non ha voglia di una storia seria e non vuole impegnarsi con lui, perciò tornerà ad essere il Willy di sempre.
- Guest star: DJ Jazzy Jeff (Jazz), Stacey Dash (Michelle Michaels), David Sterry (Ian)

## Sotto il segno di cupido
- Titolo originale: Stop Will! In the Name of Love
- Diretto da: Maynard C. Virgil I
- Scritto da: Gayle Abrams e Jenji Kohan

### Trama
Per san Valentino tutti hanno i loro programmi. Hilary ha un appuntamento romantico in casa e cerca il supporto di Geoffrey per imparare a cucinare, ma le cose non vanno come dovrebbero poiché nei preparativi si rompe la macchina del gas. Inoltre lo spasimante di Hilary dà forfait e la ragazza rimane da sola. A quel punto decide di uscire con Duane, il ragazzo che è venuto a riparare la macchina. Anche Ashley ha un appuntamento con un ragazzo e, per non fare una brutta figura dovuta al pesante e protettivo zio Phil, chiede a Willy di accompagnarla. Il fatto è che anche lui ha un appuntamento, perciò faranno un'uscita combinata. I quattro ragazzi decidono di andare al minigolf, ma Willy finisce per comportarsi ossessivamente proprio come zio Philip e rovinerà la serata. Alla fine tutti si ritroveranno al ristorante dove Carlton conduce la serata come anchorman, tra l'altro proprio lì zio Philip e zia Vivian sono andati per festeggiare. Al locale Ashley prenderà l'iniziativa cantando con rabbia le sue ragioni.
- Guest star: Brandford Marsalis (Duane), Brandon Adams (Bryan), Amy Hunter (Samantha)

## Scelta di vita
- Titolo originale: You'd Better Shop Around
- Diretto da: Shelley Jensen
- Scritto da: Devon Shepard e K. Snyder

### Trama
Zio Philip ha bisogno di una nuova macchina e Willy e Carlton si offrono di accompagnarlo per indirizzarlo verso la scelta giusta. Willy vorrebbe una macchina più sportiva e costosa, mentre Carlton vorrebbe una macchina più economica ed efficiente. Alla fine Willy riesce ad adulare zio Phil e comprano una macchina sportiva. Il capo venditore del concessionario si accorge delle eccellenti doti di Willy e decide di offrirgli un lavoro. A causa del grosso impegno lavorativo Willy decide di lasciare gli studi, ma gli zii non sono molto convinti e riferiscono tutto alla madre del ragazzo, Violet, la quale appena saputa la notizia si precipita a bel-Air riportando il ragazzo con forza all'università.
- Guest star: DJ Jazzy Jeff (Jazz), Robert Guillame (Pete Fletcher), Verneè Watson-Johnson (Violet), Mel Johnson Jr. (Harrison)

## Un romantico Jazz
- Titolo originale: The Ol' Ball and Chain
- Diretto da: Shelley Jensen
- Scritto da: Rich Hosek e Arnold Rudnick

### Trama
Jazz ha deciso di sposarsi con Jewel, una ragazza carcerata, e chiede a Willy di fargli da testimone. Inizialmente Willy è un po' contrario al matrimonio, ma si rende conto di quanto Jazz ami quella ragazza e cerca di organizzare una bella cerimonia a casa Banks. A poche ore dalle nozze però, Jewel cerca di attrarre Willy, addirittura baciandolo ardentemente. Willy è indeciso sul da farsi, non vuole rovinare le belle speranze di Jazz ma non vorrebbe neanche mentirgli. Durante la cerimonia Jewel non riesce a proseguire e in un colloquio chiarificatore con Willy gli rivela che è spaventata dal grosso impegno e teme di non farcela a sposarsi. Con molta fatica Willy la convince e finalmente i due si sposano.
- Guest star: DJ Jazzy Jeff (Jazz), Karen Malina White (Jewel)

## Per amore di Lisa
- Titolo originale: The Harder They Fall
- Diretto da: Shelley Jensen
- Scritto da: Devon Shepard

### Trama
Willy è all'inizio di una relazione con la sua nuova ragazza, Lisa, e progettano insieme di partire per Palm Springs, il problema sorge quando la ragazza chiede a Willy di conoscere suo padre. Il padre non lo prende in simpatia, ma lo convince a portarlo con sé sul suo aereo privato. I due iniziano a discutere anche lì fino a quando si rompe il motore e cercano di salvarsi dall'imminente impatto. Arrivati a terra sani e salvi cercano di collaborare per sopravvivere alla notte nella foresta. Nel frattempo i famigliari si mettono sulle loro tracce immediatamente con l'aiuto dei ranger della zona, ma le ricerche non concludono niente. Alla fine Willy riuscirà a trovare la strada da solo per la caserma ingannando il padre di Lisa, ma indicherà al ranger la strada giusta da prendere per rintracciarlo.
- Guest star: John Whiterspoon (Augustus), Darryl Sivad (Ranger), Lance Reed (Ranger Franklin), Cree Summer (Lisa)

## Terremoto in casa Banks
- Titolo originale: M Is for the Many Things She Gave Me
- Diretto da: Shelley Jensen
- Scritto da: Gary H. Miller

### Trama
A casa Banks viene a far visita a zio Philip una sua vecchia fiamma del college, Janice Robinson, una donna molto affascinante. Zia Vivian è fin da subito gelosa e se la prende con zio Phil, mentre Willy cerca di sedurre la figlia di Janice, Wendy. I due escono insieme ma la ragazza preferisce non trascorrere la notte con lui, a differenza di Janice, che seduce Willy e i due finiscono addirittura a letto. Il giorno dopo si riuniscono tutti per un barbecue e Willy è molto imbarazzato dalla presenza di Janice. La donna inoltre, sembra voler sedurre anche zio Philip, perciò Willy lo avverte e gli rivela che la notte prima è stato a letto con lei. Zio Philip si fa scappare di bocca la notizia e caccia di casa Janice, ottenendo così il perdono di zia Vivian, anche se parzialmente.
- Guest star: Pam Grier (Janice Robinson), Elise Neal (Wendy)
- Nota: la trama di questo episodio è ispirata a quella del film Il laureato.[senza fonte]

## Cicogna in arrivo
- Titolo originale: Mother's Day
- Diretto da: Madeline Cripe
- Scritto da: Leslie Ray e David Steven Simon

### Trama
A causa della inagibilità della loro casa, Jazz e Jewel si trasferiscono momentaneamente a casa di Willy e Carlton,i due per di più stanno cercando di fare un figlio. Nonostante ci provino molto Jewel non riesce a rimanere incinta perché Jazz ha gli spermatozoi pigri, così i due chiedono a Willy di donare i suoi. Willy accetta con qualche dubbio, ma quando arriva in clinica ha una visione e si rifiuta. Quando sta per dire a Jazz e Jewel che ci ha ripensato, la ragazza gli rivela che è incinta di Jazz. Intanto il resto della famiglia Banks si organizza per fare dei regali speciali a zia Vivian, in occasione della festa della mamma.
- Guest star: DJ Jazzy Jeff (Jazz), Karen Malina White (Jewel) Pat Crawford Brown (infermiera), Tarpon London (Jazz Jr.)

## Indovina chi torna a casa?
- Titolo originale: Papa's Got a Brand New Excuse
- Diretto da: Shelley Jensen
- Scritto da: David Zuckerman e Bill Boulware

### Trama
Durante il suo solito turno di lavoro Willy incontra suo padre Lou, il quale aveva lasciato lui e sua madre quattordici anni prima. I due iniziano a frequentarsi e Willy sembra voler perdonare il suo grave gesto, tant'è che decide di partire con lui per un viaggio durante le vacanze estive. Zio Phil però non crede nelle buone intenzioni di Lou e cerca di non far partire Willy. Tra i due scaturirà una lite molto accesa fino a quando zio Philip si scuserà con Willy, augurandogli il meglio. Poco prima della partenza, Lou avverte zio Philip e zia Vivian che non può più portare Willy con sé, tirando in ballo scuse assurde sul suo lavoro. Lou esce di nuovo dalla vita di Willy, lasciando il ragazzo in uno stato di grande delusione.
- Guest star: Ben Vereen (Lou Smith)

## Il misterioso acquirente
- Titolo originale: For Sale by Owner
- Diretto da: Shelley Jensen
- Scritto da: Harrison Boyd

### Trama
Durante una normalissima cena familiare si presenta in casa Banks un agente immobiliare, egli si presenta per presentare un'offerta per la casa molto vantaggiosa dal punto di vista economico, poiché per il possibile acquirente, la casa ha un valore sentimentale molto alto. I membri della famiglia si interrogano sul da farsi e nel frattempo ricordano i vecchi momenti passati in quelle mura. Quando sono sul punto di rifiutare l'agente alza il prezzo, facendo cambiare idea a tutti tranne che ad Ashley, la quale rimane legata emotivamente alla casa. Arrivati al momento di chiudere l'affare l'agente deve disdire tutto, poiché l'acquirente, il magnate Donald Trump, non vuole acquistare quella casa, ma un'altra della stessa zona dove era effettivamente cresciuto.
- Guest star: Donald Trump (se stesso), Marla Maples (se stessa), Tom Henschel (Ron)

## Vacanze a Philadelphia
- Titolo originale: The Philadelphia Story
- Diretto da: Shelley Jensen
- Scritto da: Eddie Gorodetsky e Maiya Williams

### Trama
La famiglia Banks va Philadelphia per trovare Viola, la madre di WIlly. Arrivati nel suo quartiere la famiglia scopre che Willy ha una fama da codardo, poiché tutti credono che sia scappato a Bel-Air per evitare Omar, un ragazzo del quartiere. Willy cerca quindi di risolvere la faccenda affrontando Omar in uno scontro uno contro uno, ma quest'ultimo quando si presenta si rifiuta di fare a botte, dicendo a Willy di crescere. Dopo quelle parole Willy decide di rimanere a Philadelphia con sua madre.
- Guest star: Verneè Watson-Johnson (Viola), Dick Clark (se stesso), Robert Costanzo (Duke), Jacques Apollo Bolton (Omar)